# 達沙拉斯雷沙拉體育場
達沙拉斯雷沙拉體育場（英語：Dasharath Rangasala）是一座位於尼泊爾加德滿都的多功能體育場，以尼泊爾民主運動烈士之一达萨拉塔·昌德之名命名。體育場建於1956年，1998年進行翻新，以舉辦1999年南亞運動會；2011年再次進行翻新以舉辦2012年亞洲足協挑戰盃。
該體育場作為尼泊爾最大的體育場，主要用於足球比賽和文化活動，並安裝泛光燈以便在晚上舉行活動。大多數尼泊爾國內及國際比賽都在這座體育場舉行。尼泊爾頂級足球聯賽－烈士紀念聯賽（Martyr's Memorial League）每年都會在這個場地舉行，也是2021年尼泊爾超級聯賽（Nepal Super League）首季唯一舉辦場地。
2015年4月發生尼泊爾大地震，體育場遭受損壞，經歷過三次翻修，並於2019年12月1日再次開放，以迎接2019年南亞運動會。

## 1988年人群踩踏事故
1988年3月13日，大約3萬人在達沙拉斯雷沙拉體育場觀看特里布萬挑戰盾（Tribhuvan Challenge Shield），由尼泊爾的賈納克布爾捲菸廠（Janakpur Cigarette Factory）迎戰和孟加拉的解放戰士體育會（Muktijoddha Sangsad KC），賽事突然發生冰雹，導致球迷逃離體育場時發生踩踏事件，據報道踩踏事件造成約93人死亡，其中包括兩名警察和一名12歲兒童，100多人受傷住院，成為尼泊爾史上最嚴重的群眾事故。